# Mimosas
Mimosas es una película dramática de 2016 dirigida por Oliver Laxe sobre su guion escrito en colaboración con Santiago Fillol que descrita por Laxe como «un western religioso». La película es una coproducción internacional entre Catar, España, Marruecos y Francia. Se proyectó en la sección de la Semana Internacional de la Crítica en el Festival de Cine de Cannes 2016, donde ganó el Premio Nespresso.
El filme relata la historia de Shakib, un hombre moderno que viaja a las montañas de Marruecos y se encuentra a dos bandidos de otra época histórica que llevan el cadáver de un anciano jeque camino a la antigua ciudad de Sijilmasa con el propósito de permitirle el descanso al lado de sus seres queridos.

## Sinopsis
La película está dividida en tres secciones, que llevan el nombre de diferentes posiciones de oración del rakat islámico. Su ritmo es meditativo, con poco diálogo o música. Parece retratar dos mundos diferentes, implícitamente de diferentes temporalidades: en uno se puede apreciar vestimenta moderna, autos destrozados, torres eléctricas y vida urbana; y en otro se muestra vestimenta tradicional, viajes a pie y en mula, fogatas y desiertos.
En el entorno moderno, Shakib se caracteriza por ser un hombre joven y solitario, conocido por su conocimiento de la espiritualidad. Es elegido por su jefe para asegurar el viaje exitoso de un jeque por el desierto hacia las montañas Atlas.
En el otro escenario, una pequeña caravana liderada por un jeque de edad viaja hacia la antigua (y ahora arruinada) ciudad de Sijilmasa. Busca llegar al lado de su familia para poder morir entre sus seres queridos. En la caravana también viajan dos vagabundos, Ahmed y Saïd, que inicialmente desean robarla. A pesar de las dudas de sus compañeros, el jeque insiste en viajar a través de las montañas para acortar su viaje. Sin embargo, muere en el camino. Ahmed y Saïd se ofrecen a llevar su cuerpo a Sijilmasa, mientras que el resto de la caravana regresa. Es en este punto que Shakib aparece y se une a ellos. Ahmed libera en secreto a la mula que lleva el cuerpo del jeque, esperando ahorrarse el viaje, pero Shakib insiste en que lo encuentren, y gradualmente el grupo desarrolla un compromiso creciente con su propósito.

## Reparto
- Ahmed Hammoud es Ahmed.
- Shakib Ben Omar es Shakib.
- Said Aagli es Saïd.
- Ikram Anzouli es Ikram.
- Ahmed El Othemani es Mohammed.
- Hamid Fardjad es Sheikh.
- Margarita Albores es Noor.
- Abdelatif Hwidar es Guide.

## Recepción
La película obtuvo generalmente reseñas positivas de parte de la crítica especializada. En el sitio web Rotten Tomatoes, la cinta cuenta con un ranking aprobatorio del 88 %. Jonathan Romney de Screen Daily afirmó que la película «hace un uso impresionante de un reparto no profesional» y refiriéndose al director, aseguró que «Laxe tiene un ojo infalible para las caras que cuentan una historia».
Ben Keingsberg de la revista Variety afirmó que «la cinta combina reflexiones espirituales y paisajes asombrosos». Peter Bradshaw de The Guardian se refirió a la cinta de la siguiente maneraː «Ciertas escenas parecen improvisadas en el lugar y hay algo exasperantemente no comprometedor y provisional al respecto. Pero ciertamente se ven maravillosas». Luis Martínez del diario El Mundo la alabó afirmando que «emerge como una de las más acertadas y brillantes provocaciones del año».